# Konrad Schauenstein
Konrad Schauenstein (* 4. November 1944 in Graz; † 22. Mai 2007 ebenda) war ein österreichischer Mediziner, Arzt, Immunpathologe und Universitätsprofessor sowie Musiker.

## Leben
Konrad Schauenstein war der Sohn von Erwin Schauenstein. Er wuchs in Graz auf, wo er Medizin studierte und 1971 promoviert wurde. Zugleich absolvierte er ein Studium der Musik (Hauptfach Violine) an der Hochschule für Musik und darstellende Kunst in Graz. 1974 wurde er Vertragsassistent am Universitäts-Institut für Allgemeine und Experimentelle Pathologie in Wien. 1976 erhielt er seine Approbation als Arzt, später die Anerkennung als Facharzt für Immunologie (1994) und als Facharzt für Pathophysiologie (1998). 
Er habilitierte an der medizinischen Fakultät der Universität Innsbruck 1979 im Fach Allgemeine und Experimentelle Pathologie/Immunpathologie. Nach einem Forschungsaufenthalt in Israel kehrte er nach Innsbruck zurück und leitete eine Arbeitsgruppe für zelluläre Immunologie am Institut für Allgemeine und Experimentelle Pathologie. Im Jahr 1986 wurde er als Professor an die Universität Graz berufen. Dort blieb er bis zu seinem Tode 2007.
Seine Forschungsschwerpunkte lagen auf den Gebieten der Immun-Neuroendokrinologie, der Autoimmunität, der Tumorimmunologie und des Alterns des Immunsystems. Sein wissenschaftliches Werk umfasst 318 Publikationen.
Schauenstein war verheiratet und hinterließ vier Kinder.

## Werke (Auswahl)
- G. Wick, K. Schauenstein: "Immunfluoreszenzuntersuchungen" in: Heinz Huber: Hämatologie und Immunhämatologie. Berlin 1983, S. 487–527, ISBN 3-540-11742-3